# Saint-Vérain
Saint-Vérain ist eine französische Gemeinde mit 369 Einwohnern (Stand 1. Januar 2022) im Département Nièvre in der Region Bourgogne-Franche-Comté. Sie gehört zum Arrondissement Cosne-Cours-sur-Loire und zum Kanton Pouilly-sur-Loire.

## Geografie
Die Gemeinde Saint-Vérain liegt etwa 39 Kilometer westlich von Clamecy. Umgeben wird Saint-Vérain von den Nachbargemeinden Saint-Amand-en-Puisaye im Norden, Bitry im Osten, Alligny-Cosne im Süden, Saint-Loup-des-Bois im Südwesten sowie Cosne-Cours-sur-Loire im Westen.

## Bevölkerungsentwicklung
| Jahr                       | 1962 | 1968 | 1975 | 1982 | 1990 | 1999 | 2009 | 2020 |
| Einwohner                  | 468  | 468  | 362  | 325  | 355  | 334  | 350  | 356  |
| Quellen: Cassini und INSEE |      |      |      |      |      |      |      |      |

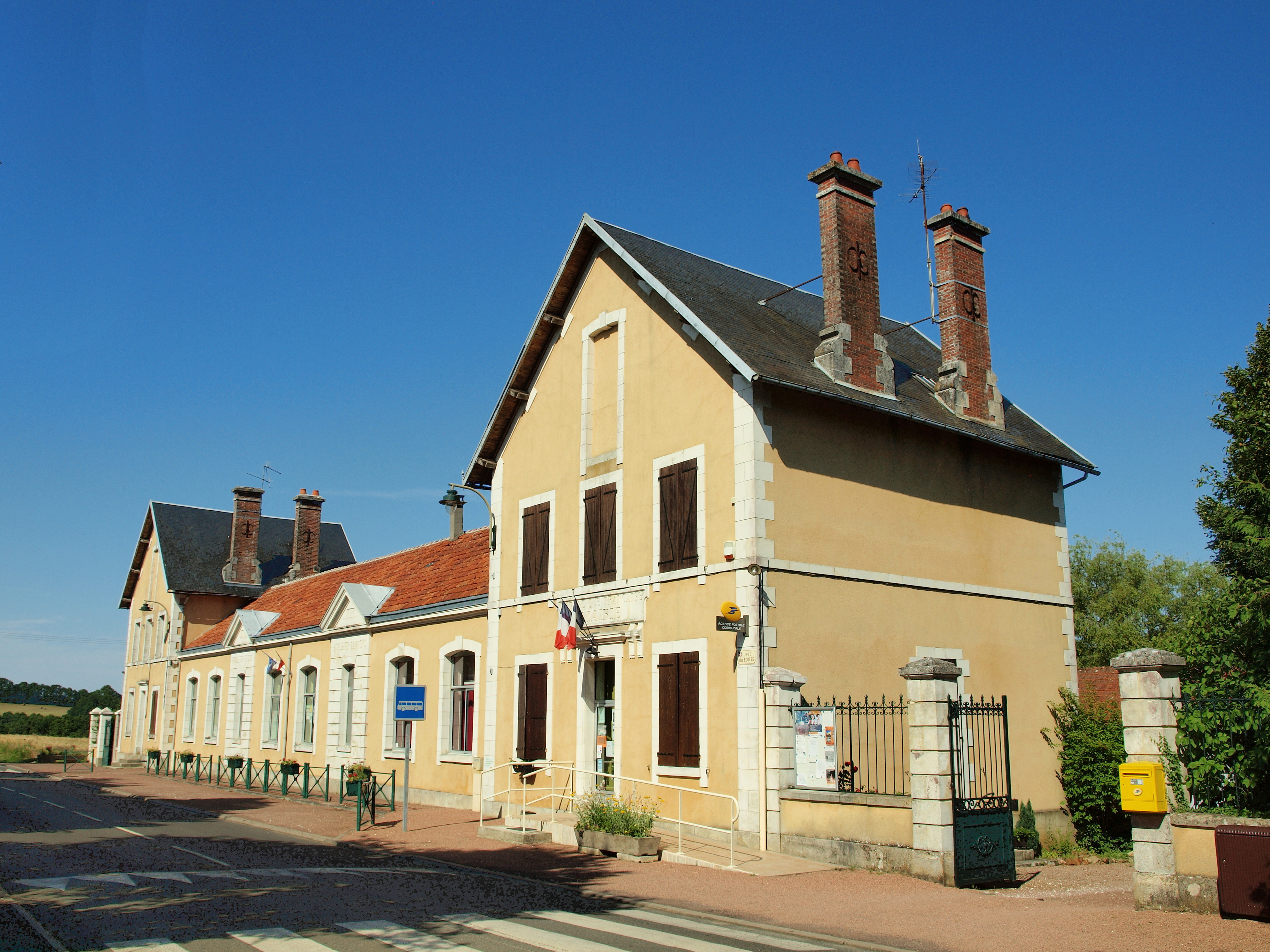
Rathaus (Mairie)
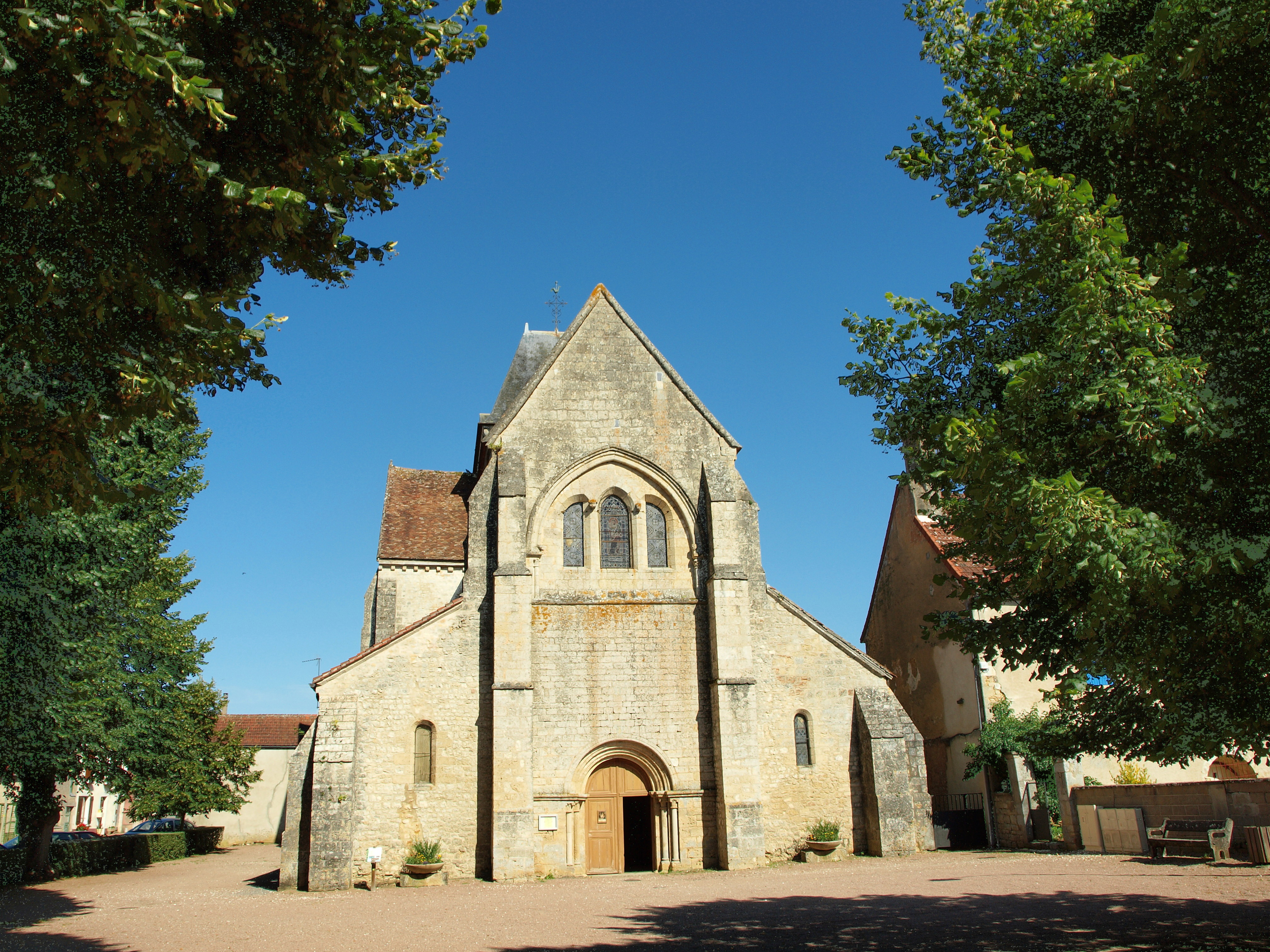
Kirche Saint-Blaise
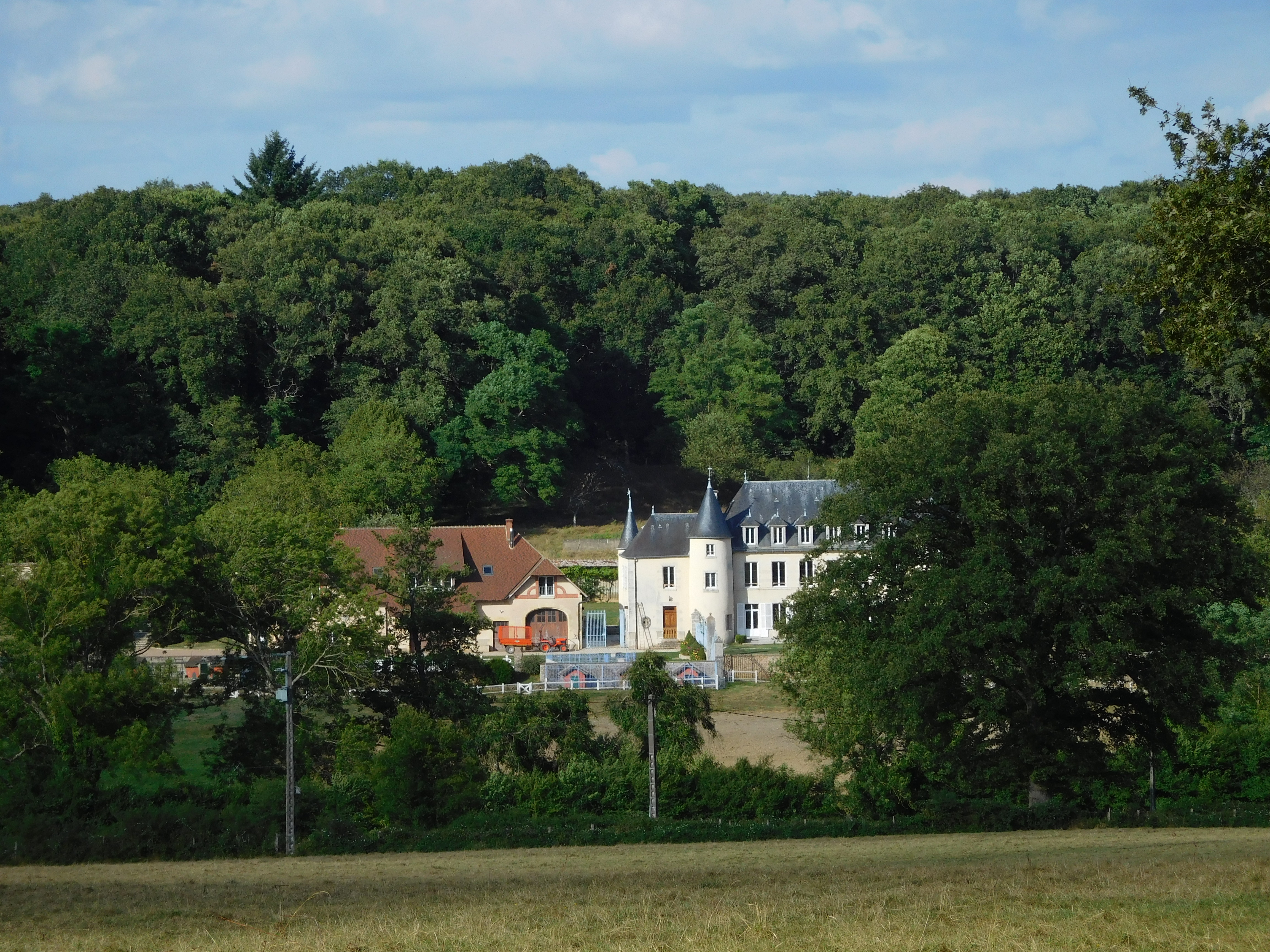
Schloss Jérusalem
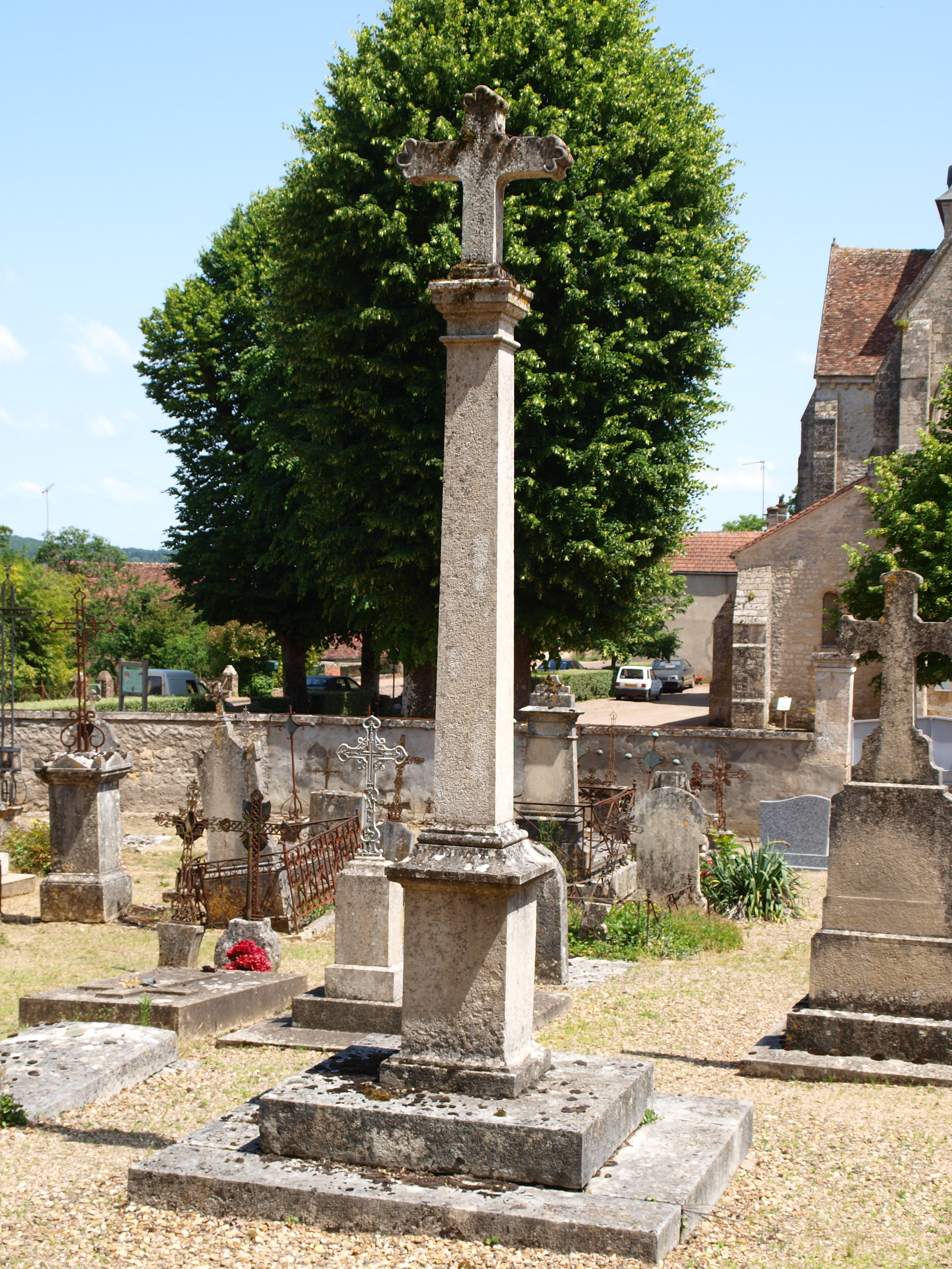
Friedhofskreuz
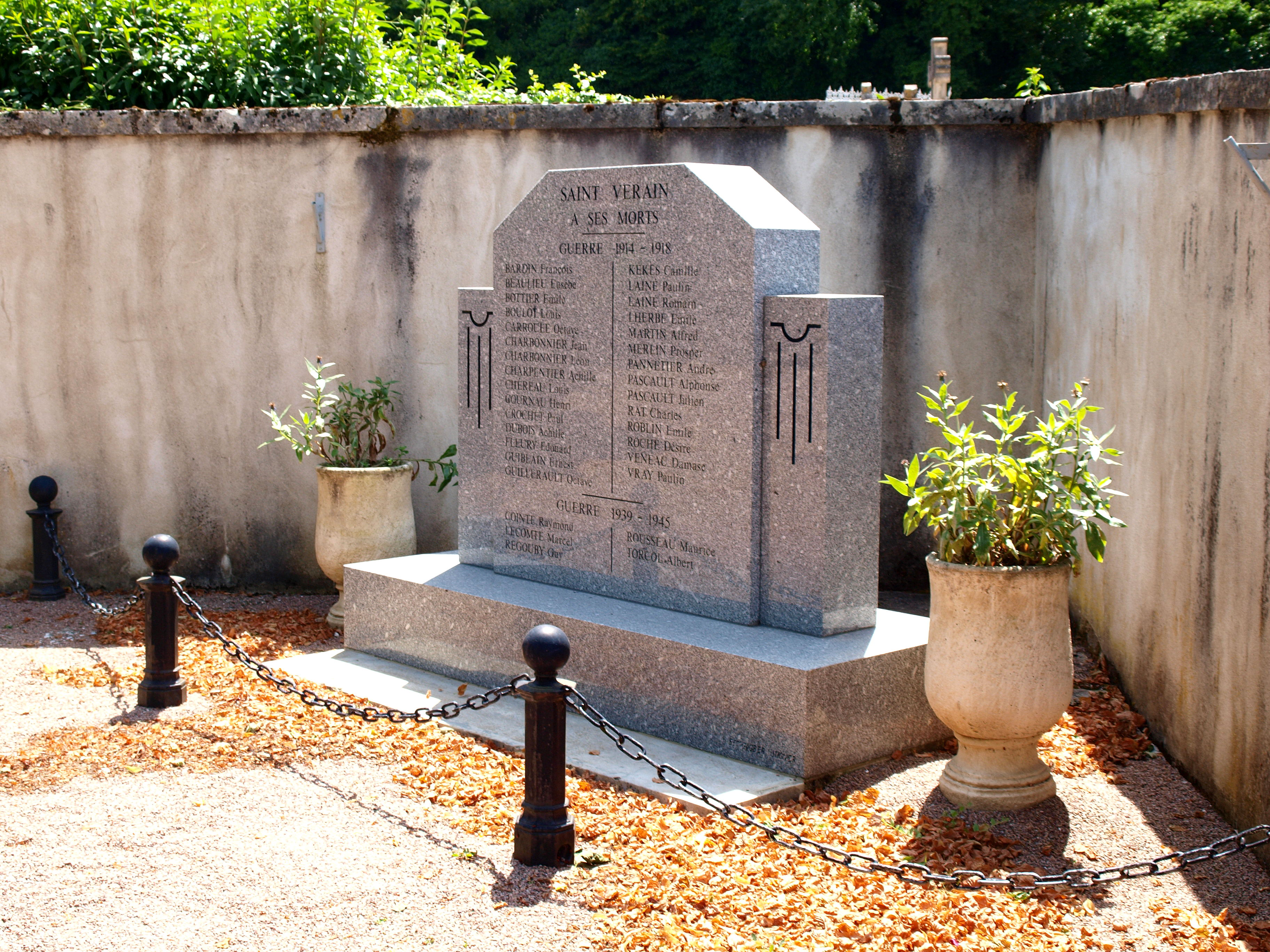
Gefallenendenkmal
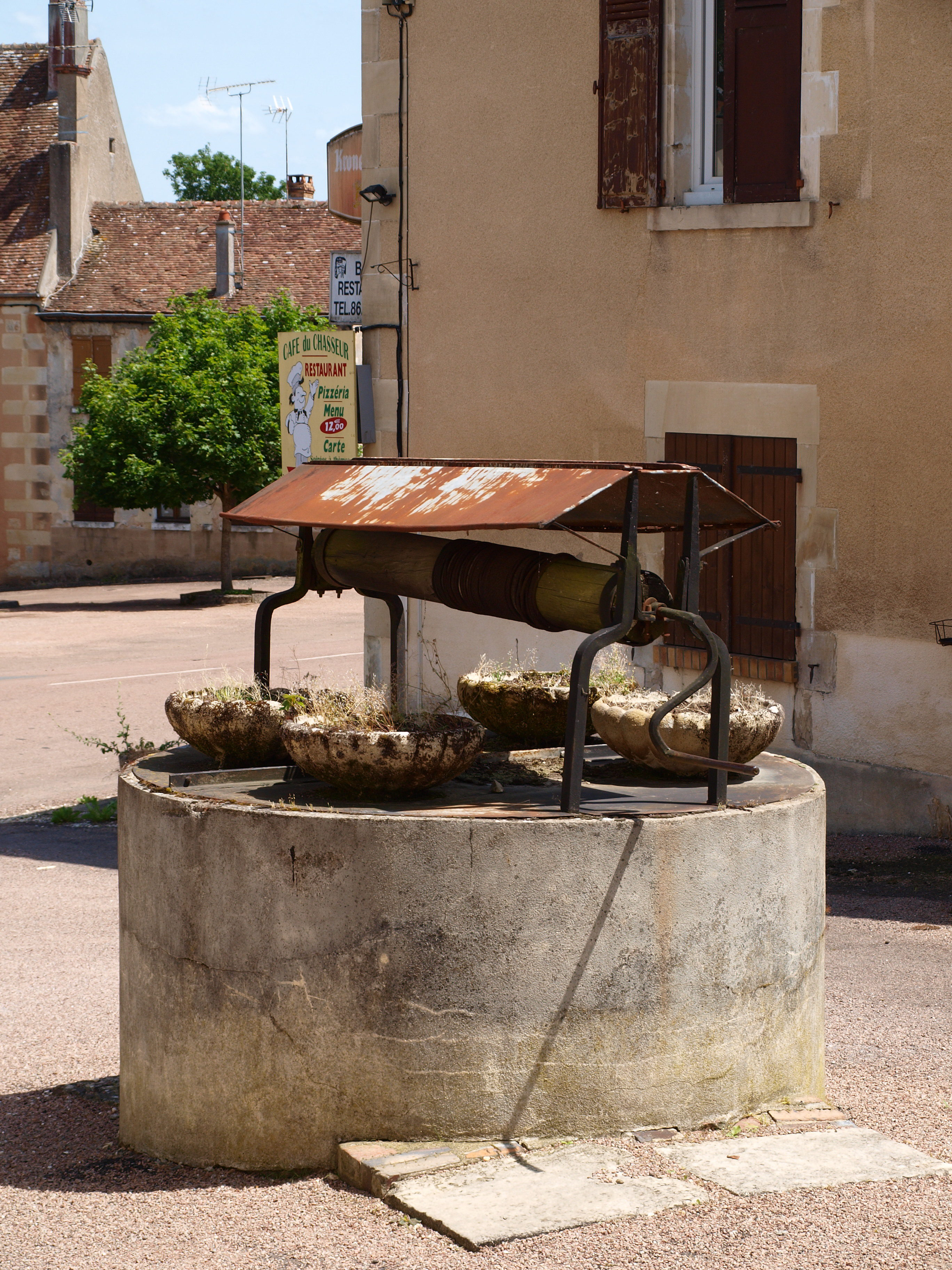
Brunnen